# X Rating
En algunos países, XXX o X es o ha sido una calificación cinematográfica reservada para las películas más explícitas. Las películas con clasificación X están destinadas sólo para ser vistas por los adultos, por lo general, legalmente definidos como las personas mayores de 21 años.

## Australia
La Oficina de clasificación de cine y literatura de Australia una institución gubernamental, emite notas de todas las películas y programas de televisión vendidos o transmitidos. El material muestra de manera explícita, escenas de sexo no simulado que es de naturaleza pornográfica es clasificado como +21X (para mayores de veintiún años). Las personas menores de 21 años no pueden comprar, alquilar, exhibir o ver estas películas. La exposición o venta de estas películas a las personas menores de 21 años es un delito que lleva una multa máxima de $5.500. Las películas clasificadas como +21X están prohibidas para ser vendidas o alquiladas en la mayoría de los estados australianos. Ellos están disponibles legalmente para ser vendidos en el territorio de la capital australiana y el territorio del norte. La importación del material X(+21) de estos territorios a cualquiera de los demás estados de Australia es legal, ya que la Constitución política de Australia prohíbe cualquier restricción sobre el comercio entre los estados y territorios. La calificación +21X no existe para vídeos o juegos de ordenador.

## Francia
Las películas se pueden mostrar en los cines en Francia sólo después de ser clasificada por una comisión administrativa del Ministerio de Cultura. En 1975, la clasificación X (oficialmente: "películas pornográfica o que incitan a la violencia") fueron creadas para las películas pornográficas, o películas con sucesiones de escenas de violencia gráfica. La comisión tiene un margen de maniobra en la clasificación, puede, por ejemplo, tener en cuenta las cualidades artísticas de una película para no catalogarla como pornográfica. Las películas con una calificación X sólo se pueden mostrar en los cines específicos (que casi no existen en la actualidad en Francia); llevan los impuestos especiales y las tasas de impuestos, incluyendo un impuesto de 33% sobre los ingresos. En 2000, algunas asociaciones conservadoras demandaron al gobierno por la concesión a la película, Baise-moi, que contenía escenas gráficas y realistas de sexo y violencia, una clasificación que no fue X. El consejo de estado en litigios dictaminó que la película debería haber sido calificada como X. La decisión fue muy controvertida, y algunos sugirieron cambiar la ley bajo la cual fue clasificada como 18.

## Reino Unido
El certificado X original, reemplazando el certificado H, se expidió entre 1951 y 1982 por el British Board of Film Censors en el Reino Unido. Fue introducido como resultado del informe Wheare sobre la censura cinematográfica. De 1951 a 1970, significaba "conveniente para los de 16 años y más", y desde 1970 hasta 1982 fue redefinido en el sentido de "apto para mayores de 18 años o más". El certificado X fue sustituido en noviembre de 1982 por el certificado 18.
A veces la calificación de una película es cambiada significativamente con el tiempo. Por ejemplo, la película francesa, Jules y Jim recibió una calificación X en 1962 que fue cambiada a una calificación PG en 1991. En algunos casos tempranos, películas motivadas políticamente recibieron una calificación X. The Battleship Potemkin fue rechazado por "subtítulos inflamatorios y la propaganda bolchevique" en 1926, se le asignó una clasificación X en 1954, y finalmente una clasificación PG en 1987.

## Estados Unidos
En los Estados Unidos, la calificación X se aplicó a una película que contenía contenido juzgado inadecuado para los niños, como: la violencia extrema, el sexo fuerte e implícita  conducta de aberración, y el lenguaje gráfico. Cuando el sistema de clasificación de películas MPAA comenzó en los EE. UU. el 1 de noviembre de 1968, la calificación X se le dará a una película por la MPAA si presenta la misma clasificación o debido a su estatus de marca no registrada, y podría ser auto aplicado a una película por un distribuidor que sabía de antemano que su película contiene contenido inapropiado para menores de edad. Desde finales de 1960 hasta alrededor de mediados de la década de 1980, muchas películas de la época fueron puestas en libertad con una calificación X como Midnight Cowboy, Last of the Mobile Hot Shots, Beyond the Valley of the Dolls, A Clockwork Orange, Fritz the Cat, Last Tango in Paris y The Evil Dead (películas que lograron el éxito con la crítica y comercial fueron posteriormente re-clasificadas R después de cortaduras menores, incluyendo Midnight Cowboy y A Clockwork Orange). La amenaza de una calificación X también alentó a los cineastas a reeditar sus películas para lograr una calificación R. Algunas películas, como Cruising (1980), recibieron una calificación R que algunos propietarios de salas sentían que debería haber sido una X (Cruising fue retirada de la distribución después de que quedó claro que no se habían hecho los recortes necesarios para obtener la calificación R).
Debido a que la calificación X no fue registrada, cualquiera podría aplicarla a sus películas, incluyendo la pornografía, y en consecuencia muchos lo empezaron a hacer en la década de 1970. Como la pornografía comenzó a ser más elegante y legalmente tolerada, pornógrafos colocaron una calificación X en sus películas para enfatizar el contenido para adultos. Algunos incluso comenzaron a usar X múltiples (es decir, XX, XXX (siendo esta la más utilizada en la actualidad), etc.) para dar la impresión de que su película contiene contenido sexual más gráfico que la sencilla calificación X. En algunos casos, las votaciones X fueron aplicadas por los colaboradores o estudiosos del cine, por ejemplo, William Rotsler, quien escribió "The XXX-rating means hard-core, the XX-rating is for simulation, and an X-rating is for comparatively cool films." Nada más allá de la calificación X sencilla ha sido siempre reconocida oficialmente por la MPAA. Debido al uso intensivo de la calificación X por los pornógrafos, fue asociado en gran medida con las películas pornográficas, por lo que las películas no pornográficas dadas con una calificación X tendrían menos teatros dispuestos a ser reservados para ellas y menos espacios para la publicidad. Por otra parte, muchos periódicos se negaron a publicitar películas con una calificación X. Esto llevó al lanzamiento de una serie de películas sin clasificación a veces con una advertencia de que la película contenía contenido sólo para adultos. En respuesta, la MPAA finalmente accedió en 1990 a una nueva calificación NC-17 que sería una marca registrada, y sólo podría ser aplicada por la propia MPAA. Por registrar la clasificación, la MPAA se ha comprometido a defender una película con categoría NC-17 acusada de violar las leyes de obscenidad.